# Санто-Стефано-аль-Маре
Санто-Стефано-аль-Маре (італ. Santo Stefano al Mare) — муніципалітет в Італії, у регіоні Лігурія,  провінція Імперія.
Санто-Стефано-аль-Маре розташоване на відстані близько 440 км на північний захід від Рима, 105 км на південний захід від Генуї, 13 км на південний захід від Імперії.
Населення — 2231 особа (2014).

## Демографія
Населення за роками:

Станом на 1 січня 2023 року в муніципалітеті офіційно проживали 164 іноземці з 22 країн, серед них 89 громадян країн Євросоюзу та 7 громадян України.

## Сусідні муніципалітети
- Чипресса
- Помпеяна
- Рива-Лігуре
- Терцоріо